# Víctor Borda
Víctor Ezequiel Borda Belzu (Potosí, 12 de junio de 1970) es un abogado y político boliviano. Fue Presidente de la Cámara de Diputados de Bolivia desde enero de 2019 hasta su renuncia el 10 de noviembre de 2019 por la crisis política de Bolivia. Es Diputado uninominal por la circunscripción 34 del Movimiento al Socialismo por el Departamento de Potosí.

## Biografía
Víctor Borda nació el 12 de junio de 1970 en la ciudad de Potosí. Creció dentro de una familia potosina de clase media comprometida con la izquierda política y opuesta a los regímenes militares de la década de 1970. Comenzó sus estudios escolares en 1976, saliendo bachiller del Colegio Juan Manuel Calero de su ciudad natal el año 1988. Continuó con sus estudios superiores, ingresando a estudiar la carrera de derecho en la Universidad Autónoma Tomás Frías (UATF) de donde se tituló como abogado de profesión el año 1995. Realizó también estudios de posgrado, obteniendo una maestría en derecho penal.
Ya desde universitario, Víctor Borda inició su vida dirigencial como secretario ejecutivo del bloque de derecho de la UATF en el año 1995. Luego sería ejecutivo de la Federación Universitaria Local (FUL) y miembro de la Confederación Universitaria Boliviana (CUB).

## Carrera política

### Asambleísta Constituyente (2006-2007)
El ingreso de Víctor Borda a la política comenzaría en 2006 siendo para esa época todavía un joven de 36 años de edad, donde participa en las elecciones para constituyentes, los cuales tendrían el objetivo de redactar la nueva Constitución Política del Estado. Victor Borda obtuvo el 34 % de la votación total, logrando de esa manera salir elegido como Asambleísta Constituyente Uninominal por la "Circunscripción 38" (ciudad de Potosí y municipios de la provincia de Frías) en representación del partido político del Movimiento al Socialismo (MAS-IPSP). Estuvo en el cargo desde el 6 de agosto de 2006 hasta el 10 de diciembre de 2007. Una vez terminada la Asamblea Constituyente, volvió nuevamente a trabajar en la profesión libre de la abogacía, pero nunca alejado de la política.

### Diputado Uninominal de Bolivia (2015-2020)
El año 2014, Victor Borda participó en las elecciones de ese año, como candidato al cargo de diputado uninominal por la Circunscripción 34 (ciudad de Potosí y municipios de la provincia de Frías) en representación otra vez del partido del Movimiento al Socialismo (MAS-IPSP). Borda logró salir en primer lugar al obtener el apoyo del 37,8 % de la votación total de su circunscripción. Accedió al curul parlamentario el 22 de enero de 2015.
Durante su etapa como diputado, Borda fue jefe de la bancada del MAS en la Cámara de Diputados de Bolivia. 

### Presidente de la Cámara de Diputados de Bolivia (2019)

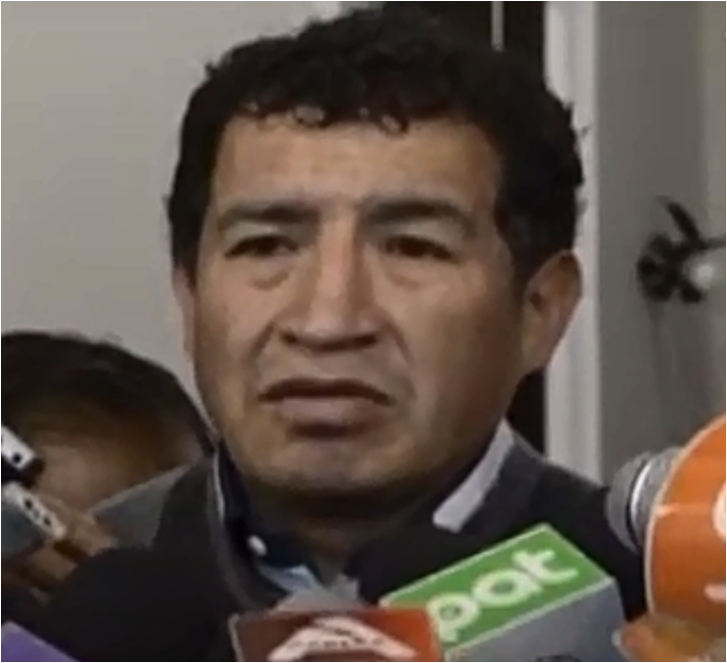
Presidente de la Cámara de Diputados Víctor Borda en abril de 2019

El 22 de enero de 2019, Víctor Borda fue elegido Presidente de la Cámara de Diputados en reemplazo de Gabriela Montaño Viaña quien asumió el mando del Ministerio de Salud de Bolivia. para el periodo 2019-2020 sustituyendo a Gabriela Montaño.

#### Presidencia Interina
Ya el 9 de abril de 2019, Víctor Borda había asumido de manera interina la Presidencia de Bolivia por un breve tiempo de 24 horas como manda la Constitución Política del Estado, pues el Presidente de Bolivia Evo Morales Ayma se encontraba en Turquía, el Vicepresidente de Bolivia Álvaro Garcia Linera se encontraba en Alemania y la Presidenta de la Cámara de Senadores Adriana Salvatierra se encontraba en Argentina.

### Crisis Política de 2019
El 9 de noviembre de 2019, un reducido grupo de personas de la ciudad de Potosí, después de haber quemado las instalaciones del Tribunal Electoral Departamental de Potosí, se dirigieron con rumbo al domicilio particular del diputado potosino Víctor Borda Belzu para saquear y prenderle fuego a su casa, además de secuestrar a su hermano menor y tomarlo como rehén. La turba pedía su renuncia a su curul en la Asamblea Legislativa Plurinacional.
Ante esta situación y presionado por dicho grupo, el 10 de noviembre de 2019, Víctor Borda anunció a nivel nacional su renuncia a la Presidencia de la Cámara de Diputados de Bolivia después de que su hermano fuera tomado como rehén "Lamento mucho de que mi hermano haya sido tomado como rehén, por favor basta de violencia paren  la violencia" dijo, exhortando y exigiendo que se respete la  vida de su hermano, quien habría sido tomado como rehén en la ciudad de Potosí. Fue sustituido por Susana Rivero que el 12 de noviembre se encontraba refugiada en la embajada de México en La Paz pero no había presentado su dimisión.
En la actualidad, la policía boliviana todavía no logra encontrar aún a los principales responsables directos y autores materiales de la quema a los Tribunales Electorales Departamentales del año 2019 y del saqueo a las casas de las autoridades, sin que se estableciera ningún precedente ante la justicia boliviana.